# Jan Gunnarsson
Pour les articles homonymes, voir Gunnarsson.
Jan Gunnarsson, né le 30 mai 1962 à Olofström, est un joueur suédois de tennis.

## Autres résultats
- Internationaux de France : huitième de finale en 1984
- Open d'Australie : Demi-finaliste en 1989
- Tournoi de Miami : Demi-finaliste en 1985